# Storie della vita di san Bruno

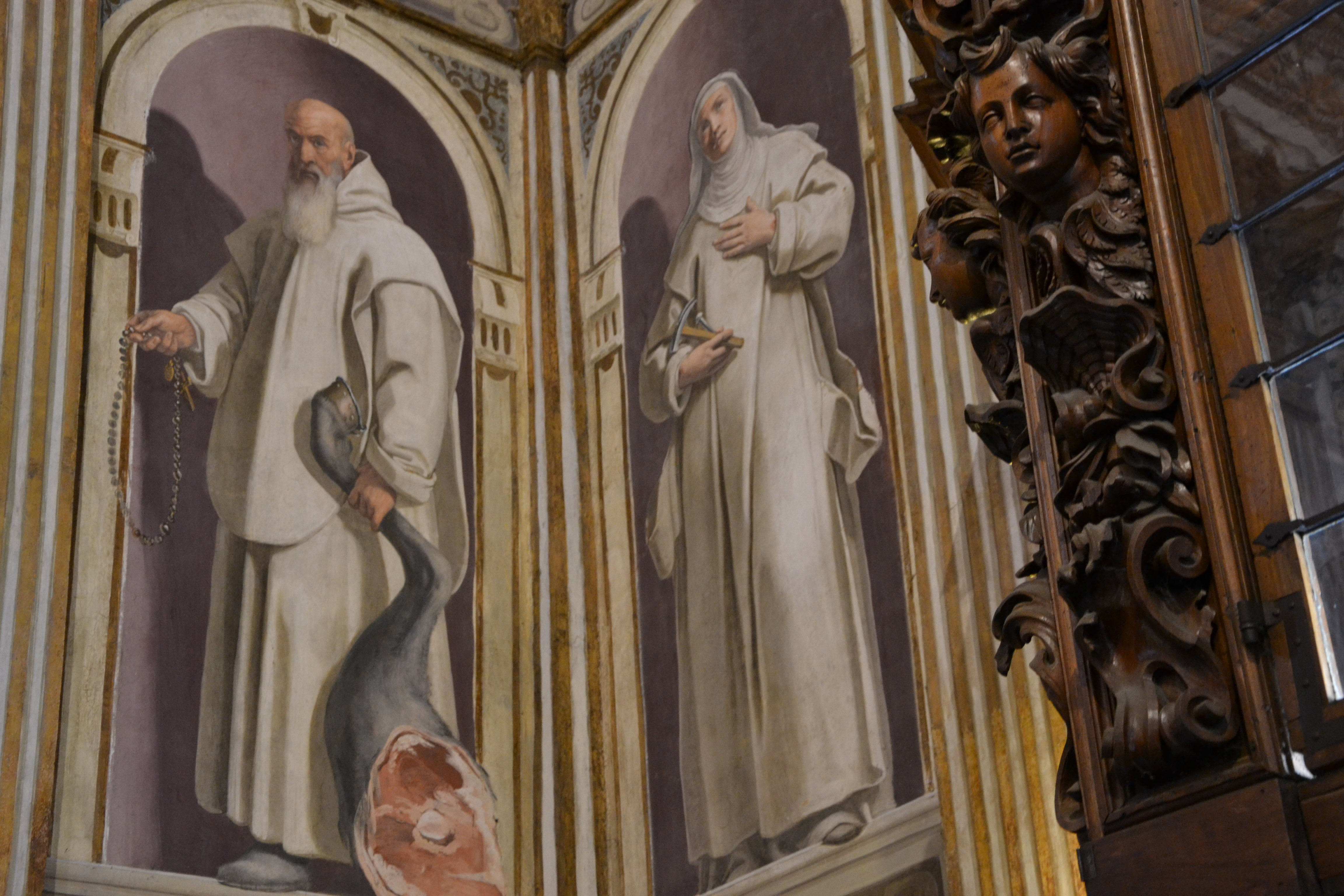
Personaggi appartenenti all'ordine certosino come intermezzi tra le varie lunette

Le storie della vita di San Bruno sono un ciclo di affreschi realizzati da Daniele Crespi nella Certosa di Garegnano a Milano. Il ciclo, recante la storia di  san Bruno e della fondazione dell'ordine certosino, fu concluso, come indicato nell'autografo nella prima lunetta sinistra, nel 1629.

## Descrizione
Il ciclo prevede sei lunette nella facciata, più due affreschi rispettivamente sulla controfacciata e sulla cantoria dell'organo. Tra una lunetta e l'altra sono rappresentati vari personaggi dell'ordine certosino, mentre sono dipinte delle sibille nei pennacchi delle lunette.

### Funerali di Ramondo Diocres

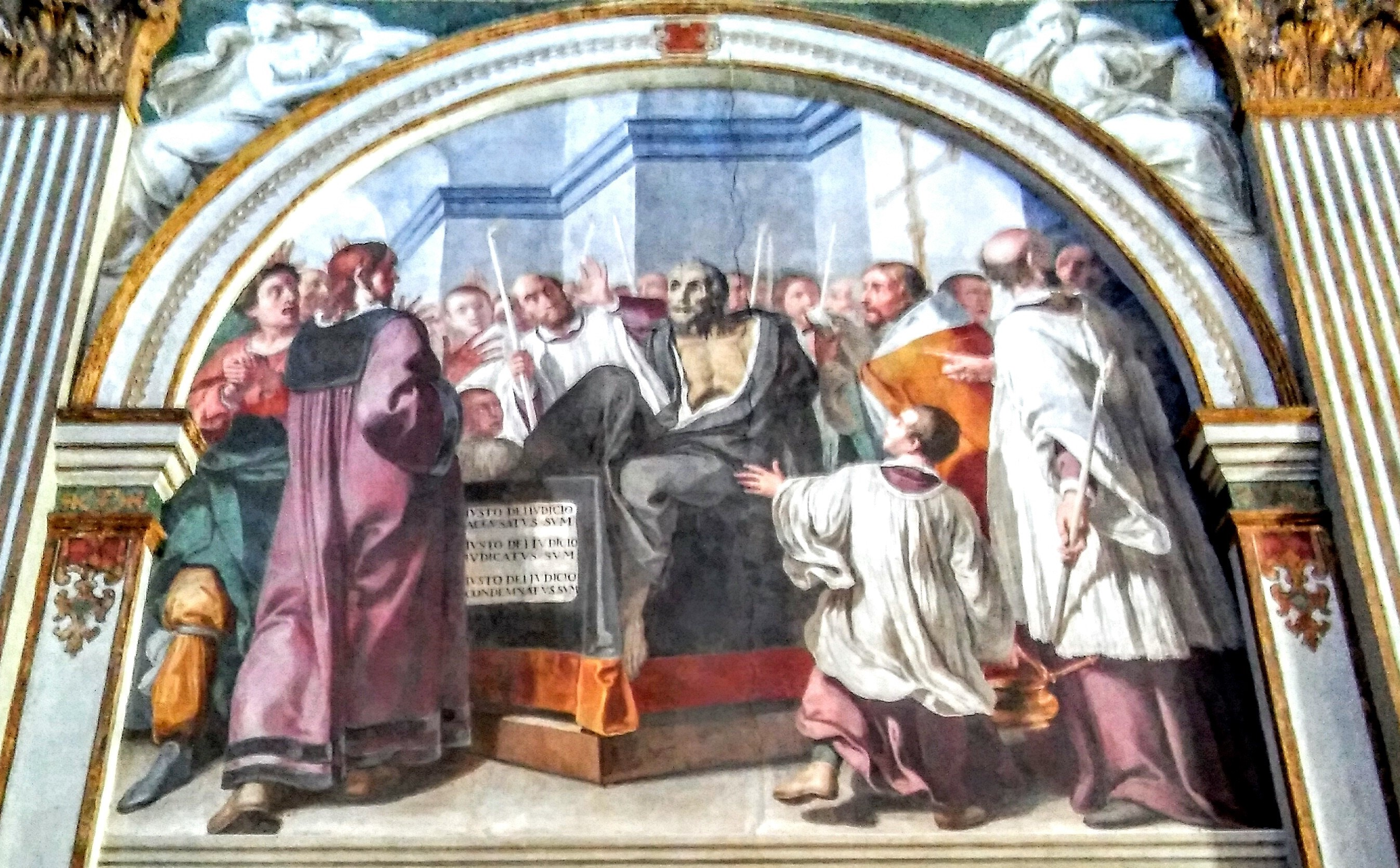
Funerali di Raimondo Ducres

Nella prima lunetta sulla destra della navata raffigura Raimondo Diocres tornare brevemente in vita al proprio funerale per annunciare la propria dannazione agli astanti. I presenti, compreso San Bruno rappresentato di spalle in veste viola, sono visibilmente scossi e terrorizzati: il miracolo infatti convincerà san Bruno a lasciare la vita civile per dedicarsi a quella religiosa. Sul feretro del dannato sono scritte le parole che secondo la leggenda egli avrebbe pronunciato al momento della resurrezione:
La vivida rappresentazione dello stato d'animo dei personaggi del Crespi, che ben aveva recepito la lezione leonardesca, fu tra i principali motivi di apprezzamento della prima lunetta: tra i vari aneddoti, Stendhal racconta di un lord Byron rimasto scosso dalla rappresentazione dello stato d'animo dei personaggi del dipinto.

### Sogno di Ugo di Grenoble

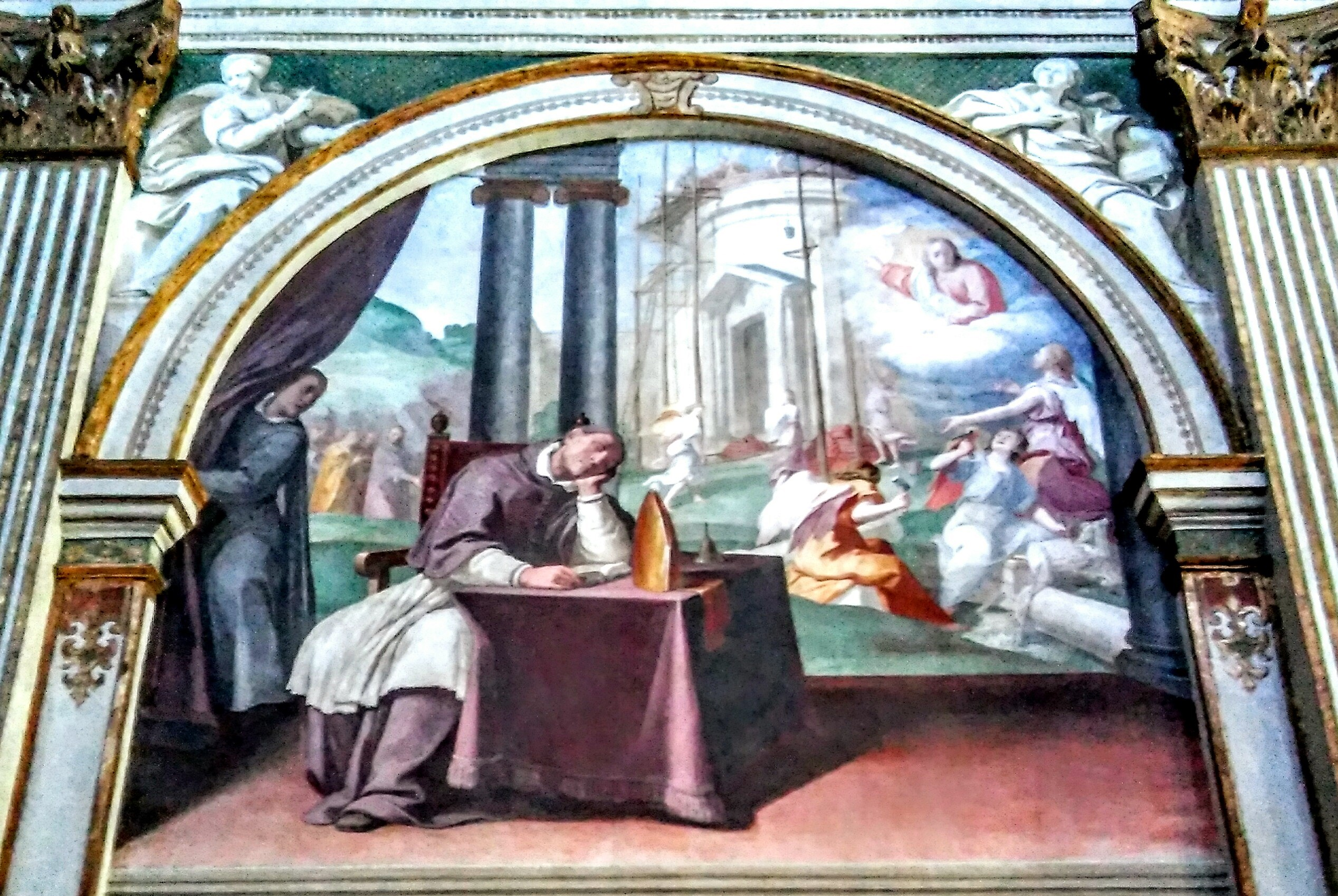
Sogno di Ugo di Grenoble

Nella seconda lunetta destra, Ugo di Grenoble vescovo della città, in sogno viene condotto da sette stelle sul monte Certosa dove degli angeli stanno costruendo una chiesa. Nel dipinto il santo è rappresentato assopito spiato probabilmente da un familiare, mentre sullo sfondo viene rappresentato il sogno. In lontananza si vede giungere San Bruno assieme ai suoi seguaci.

### Ugo di Grenoble riceve san Bruno e i suoi compagni
Nella terza lunetta destra il vescovo di Grenoble riceve San Bruno, il quale assieme ai suoi seguaci si gettano ai suoi piedi implorando di concedergli di fondare un luogo di preghiera: i presenti si inginocchiano in uno stato d'animo misto alla richiesta e alla preghiera. Sullo sfondo sono rappresentate delle architetture viste tramite una bifora.

### Ugo di Grenoble benedice la fondazione della Certosa

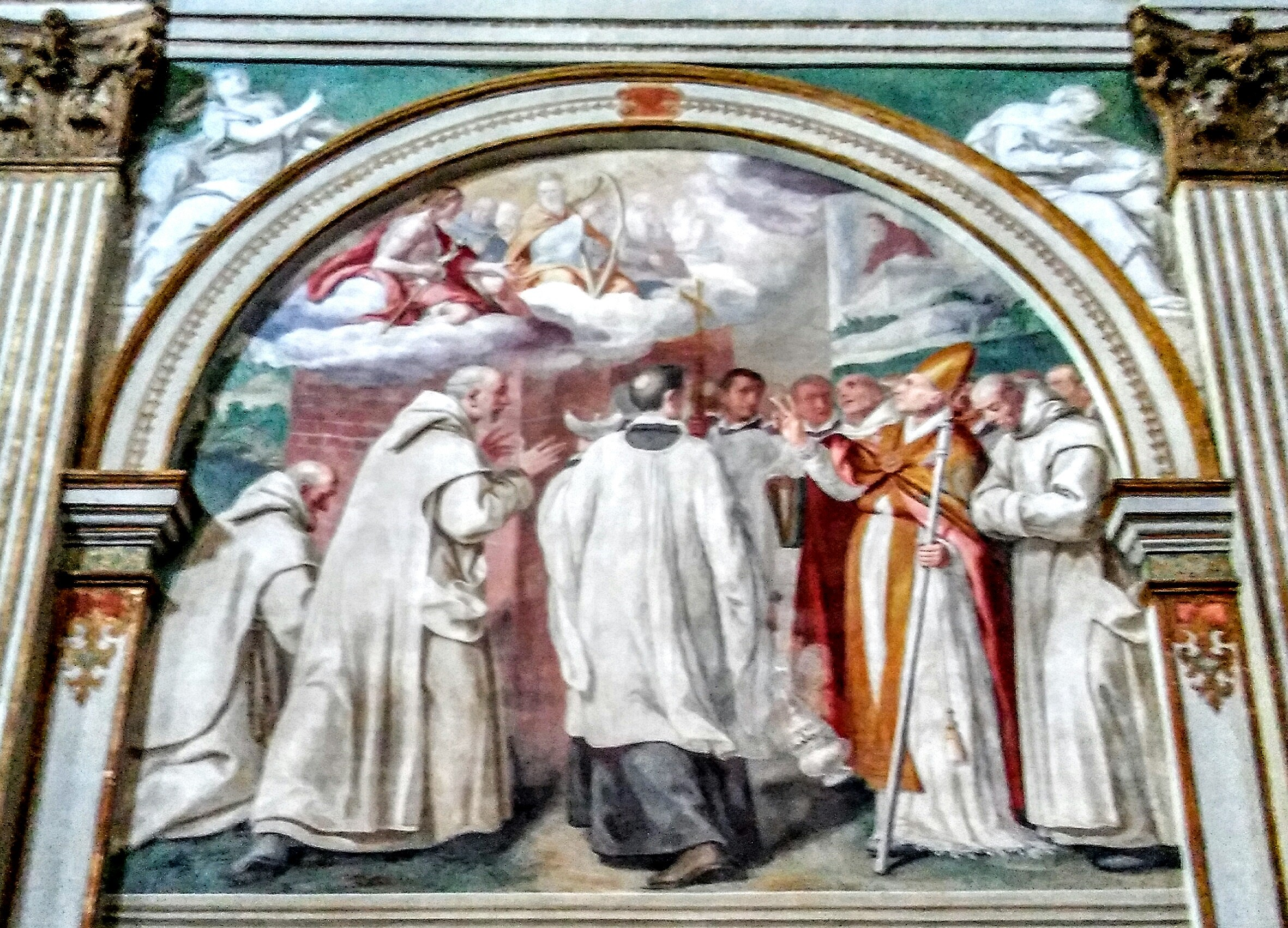
Benedizione di Ugo di Grenoble

Nella terza lunetta sinistra, Ugo di Grenoble approva la costruzione del luogo richiesto da San Bruno: terminata la processione il vescovo vede apparire il profeta Davide che tiene una cetra, san Giovanni Battista e san Benedetto abate che osservano la scena.

### Apparizione della Madonna e San Pietro
La Vergine col Bambino compare assieme a san Pietro in abiti colorati ai monaci certosini in abito bianco: inginocchiato, San Bruno legge loro la regola del movimento formato, mentre gli altri monaci guardano adoranti la scena. Sullo sfondo si vede una chiesetta poggiata su un greppo.

### Incontro di San Bruno con Ruggero di Calabria

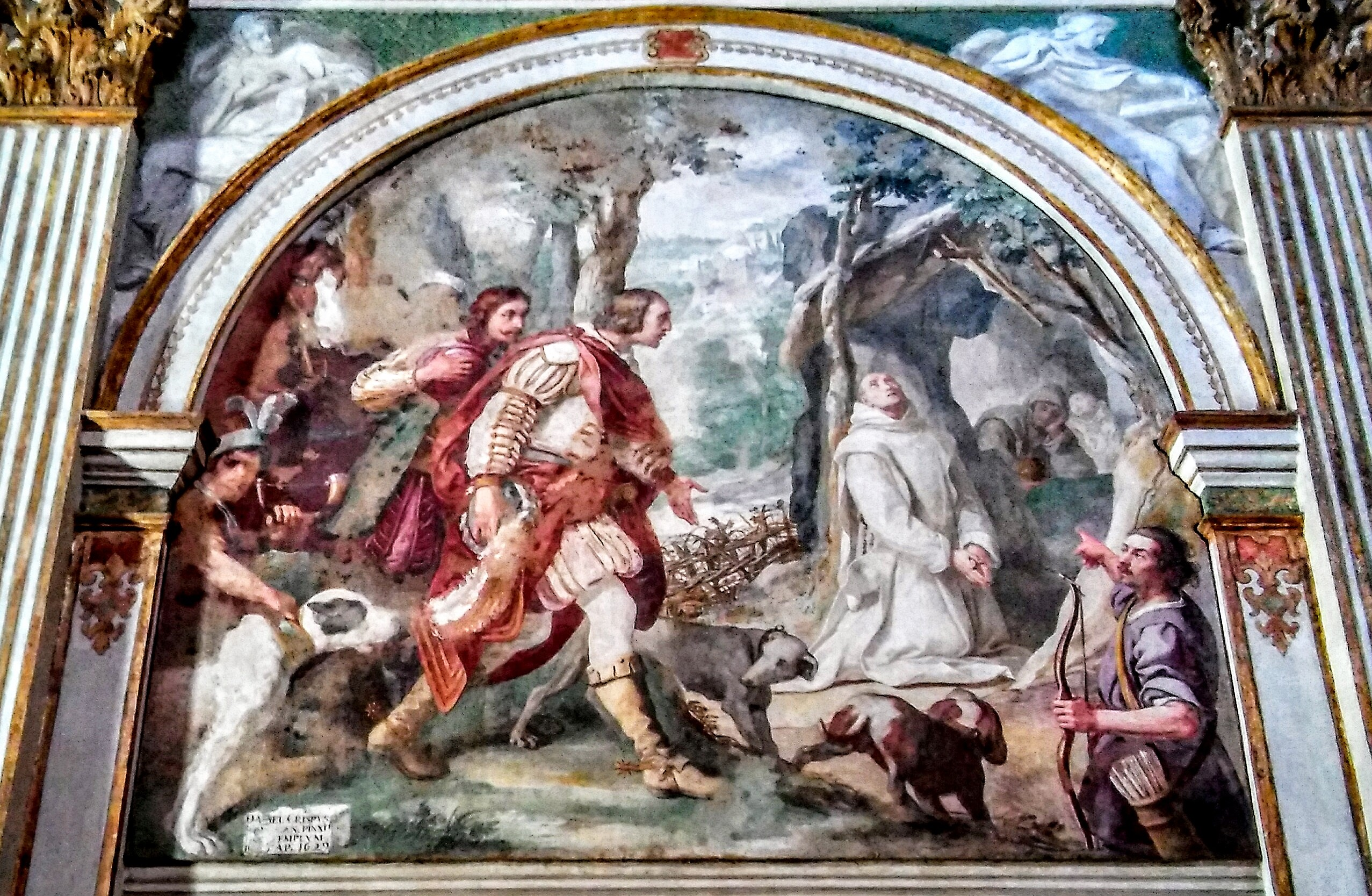
Incontro di San Bruno con Ruggero di Calabria

Nella prima lunetta sinistra, il conte Ruggero di Calabria incontra San Bruno mentre si sta recando a caccia. Il dipinto reca a sinistra la scritta che permette di confermare la paternità e l'anno dell'opera: 
Secondo un'antica tradizione il personaggio all'immediata sinistra di Ruggero sarebbe modellato sull'autoritratto del Crespi.

### San Bruno annuncia a Ruggero il tradimento di una delle guardie
La storia continua su una medaglia della porta: vi è raffigurato San Bruno che di notte avvisa Ruggero di un tradimento portato avanti da un certo Sergio, capitano delle sue guardie. Alla notizia Ruggero si alza dal letto scosso per fuggire.

### Papa Gregorio VIII approva la regola certosina
Il ciclo si conclude sopra la cantoria dell'organo: a sinistra, San Bruno ai piedi di Gregorio VII, che approva la regola certosina, e a
destra San Bruno che, eletto arcivescovo di Reggio di Calabria, scongiura il pontefice di accettare la sua rinuncia a tale ruolo.
Le scene sono fortissime, sono giudicate come le più significative della serie.